# Hawaiian Open 1977
L'Hawaiian Open 1977 è stato un torneo di tennis giocato sul cemento. È stata la 4ª edizione dell'Hawaiian Open, che fa parte del Colgate-Palmolive Grand Prix 1977. Si è giocato a Maui negli Stati Uniti, dal 3 al 9 ottobre 1977.

## Partecipanti

### Teste di serie
| Nazionalità | Giocatore       | Ranking | Testa di serie |
| ----------- | --------------- | ------- | -------------- |
| Stati Uniti | Jimmy Connors   | 1       | 1              |
| Stati Uniti | Brian Gottfried | 3       | 2              |
| Messico     | Raúl Ramírez    | 5       |                |
| Stati Uniti | Dick Stockton   | 11      |                |
| Stati Uniti | Harold Solomon  | 13      |                |
| Stati Uniti | Stan Smith      | 15      |                |
| Stati Uniti | Robert Lutz     | 21      |                |
| Stati Uniti | Sandy Mayer     | 24      |                |

## Campioni

### Singolare
Jimmy Connors ha battuto in finale  Brian Gottfried con il punteggio di 6–2, 6–0

### Doppio
Robert Lutz /  Stan Smith hanno battuto in finale  Brian Gottfried /  Raúl Ramírez con il punteggio di 7–6, 6–4